# Shukuru Kawambwa
Shukuru Jumanne Kawambwa, né le 15 décembre 1957, est un homme politique tanzanien. Il est membre du parti politique Chama Cha Mapinduzi (CCM).

## Biographie
Shukuru Jumanne Kawambwa est né le 15 décembre 1957. Il a été député, représentant la circonscription de Bagamoyo, de 2005 à 2020,,.
Kawambwa a été ministre de l'Éducation et de la Formation professionnelle. Il a également occupé le poste de ministre du Développement des infrastructures.